# 반덴버그 (밴드)
반덴버그(Vandenberg)는 암스테르담과 로스앤젤레스 출신의 네덜란드와 미국의 하드 록 밴드이다. 그들은 1981년에 결성되었다. 이 밴드의 이름은 화이트스네이크 출신 기타리스트 아드리안 반덴버그의 이름을 따서 지어졌다.

## 경력
1981년, 반덴버그는 티저라고 불리는 밴드에서 보컬 조스 벨드후이젠, 베이스 기타리스트 그리프 "스튜들리" 맥그래스, 드러머 비코 드 구이저와 함께 일했다. 이 라인업은 오래 지속되지 않았고, 반 덴 버그는 버트 히링크 (보컬), 딕 켐퍼 (베이스 기타), 그리고 조스 주머 (드럼)를 고용했다. 그들은 자신들의 이름을 반덴버그로 바꾸고 기자 키스 바어스가 주목하게 된 데모를 녹음했다. 그는 그룹을 운영하겠다고 제안했고 애틀랜틱 레코드에 계약했다.
그들의 첫 음반 《Vandenberg》는 전 레드 제플린의 기타리스트 지미 페이지의 스튜디오 솔 스튜디오에서 녹음되었고, 1983년 그들의 첫 싱글 〈Burning Heart〉는 미국 빌보드 핫 100 차트에서 39위에 올랐다. 반덴버그는 오지 오스본과 키스의 오프닝 공연으로 미국을 투어했고, 1984년 일본에서 독립적으로 공연을 했다. 그들의 두 번째 음반인 《Heading for a Storm》의 〈Different Worlds〉도 꽤 잘 했지만, 〈Burning Heart〉의 성공과는 비교가 되지 않았다.
이 밴드의 세 번째 음반 《Alibi》는 네덜란드에서 녹음되었고 골든 이어링의 드러머였던 야프 에거몬트가 프로듀싱했다. 이 음반은 차트 진입에 실패했고 얼마 지나지 않아 리드 싱어인 히링크가 밴드를 떠났다. 새로운 보컬리스트 피터 스트루이크와 함께 한 데모는 애틀랜틱에서 좋은 반응을 얻지 못했다.
그 무렵, 반덴버그는 화이트스네이크 음반의 객원 솔로 주자로 활동했고, 1987년 화이트스네이크의 보컬리스트 데이비드 커버데일은 그에게 밴드에 영구 합류할 것을 요청했다. 반덴버그는 자신의 밴드로 큰 성공을 거두지 못했기 때문에 이 초대를 받아들였다.
2020년 1월, 기타리스트 아드리안 반덴버그는 레인보우의 보컬리스트였던 로니 로메로, 베이스의 루디 사조, 드럼의 브라이언 티치가 참여한 완전히 새로운 라인업과 새 음반에 반덴버그 이름을 다시 한번 사용할 것이라고 발표했다.
2020년 3월 26일, 이 밴드는 35년 만에 첫 정규 음반 《2020》을 발매할 것이라고 발표했고, 5월 29일에 나왔다.

## 음반 목록
- Vandenberg (1982년)
- Heading for a Storm (1983년)
- Alibi (1985년)
- 2020 (2020년)